# Jelena Erić
Jelena Erić (Kraljevo, 15 januari 1996) is een Servisch wielrenster. Ze is meervoudig nationaal kampioene op de weg, in de tijdrit en in het veldrijden.

## Carrière
Na een stage bij de UCI, reed Erić van 2015 tot 2017 bij de Sloveense wielerploeg BTC City Ljubljana. In 2018 reed ze bij het Amerikaanse Cylance Pro Cycling en in 2019 voor het Italiaanse Alé Cipollini. In 2020 maakte ze de overstap naar het Spaanse Movistar Team.
In 2019 en 2023 won Erić een etappe in de Baloise Ladies Tour en in 2022 won ze de slotrit in de Ruta del Sol. In de wegrit van de Middellandse Zeespelen 2018 werd ze twaalfde.

## Palmares

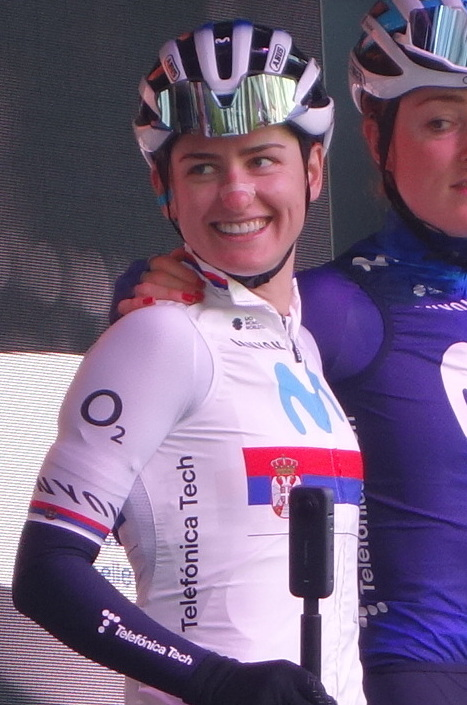
Erić aan de start van de Waalse Pijl 2023.

2010
 Servisch kampioen veldrijden
2011
 Servisch kampioen op de weg
 Servisch kampioenschap veldrijden
 Servisch kampioenschap tijdrijden
2012
 Servisch kampioenschap op de weg
2013
 Servisch kampioenschap veldrijden
2014
 Servisch kampioene op de weg
 Servisch kampioene tijdrijden
2016
 Servisch kampioene op de weg
 Servisch kampioene tijdrijden
2017
 Servisch kampioene op de weg
 Servisch kampioene tijdrijden
2018
 Servisch kampioene op de weg
 Servisch kampioene tijdrijden
2019
 Servisch kampioene tijdrijden
 Servisch kampioene op de weg
2e etappe deel A BeNe Ladies Tour
2021
 Servisch kampioene op de weg
2022
3e etappe Ruta del Sol
 Servisch kampioene op de weg
2023
 Servisch kampioene op de weg
 Servisch kampioene tijdrijden
4e etappe Baloise Ladies Tour
2024
 Servisch kampioene op de weg
2025
 Servisch kampioene op de weg

## Resultaten in voornaamste wedstrijden
| Jaar | Ronde van Italië | Ronde van Frankrijk | Ronde van Spanje |
| ---- | ---------------- | ------------------- | ---------------- |
| 2015 |                  |                     |                  |
| 2016 |                  |                     |                  |
| 2017 | 110e             |                     |                  |
| 2018 | opgave           |                     |                  |
| 2019 | 78e              |                     |                  |
| 2020 | 54e              |                     |                  |
| 2021 |                  |                     |                  |
| 2022 | 43e              |                     |                  |
| 2023 |                  |                     |                  |
| 2024 | 66e              |                     | 77e              |
| 2025 |                  | 112e                |                  |

| Jaar | Gent-Wevelgem | Ronde van Vlaanderen | Parijs-Roubaix | Amstel Gold Race | Luik-Bast.‑Luik | Omloop Het Nieuwsblad | Ronde van Drenthe | Waalse Pijl |  | WK op de weg |
| ---- | ------------- | -------------------- | -------------- | ---------------- | --------------- | --------------------- | ----------------- | ----------- |  | ------------ |
| 2015 |               |                      |                |                  |                 | 108e                  | 56e               | opgave      |  | 64e          |
| 2016 | 68e           | opgave               |                |                  |                 |                       | opgave            | opgave      |  | 24e          |
| 2017 | opgave        | opgave               |                | 70e              |                 |                       | opgave            | opgave      |  | opgave       |
| 2018 |               | opgave               |                |                  |                 | 45e                   | 79e               |             |  | opgave       |
| 2019 |               |                      |                |                  |                 |                       | 47e               |             |  |              |
| 2020 | 19e           | 48e                  |                |                  | 32e             | opgave                |                   | 28e         |  |              |
| 2021 | 94e           | 81e                  |                | 54e              |                 | 31e                   |                   |             |  | 110e         |
| 2022 |               |                      | 33e            |                  | opgave          |                       |                   | 64e         |  | 52e          |
| 2023 |               |                      |                | opgave           | 72e             |                       |                   | 82e         |  | 25e          |
| 2024 |               |                      |                | 29e              | opgave          | opgave                |                   | 90e         |  | opgave       |
| 2025 | 105e          | 81e                  | 11e            | 85e              |                 |                       |                   |             |  |              |

## Ploegen
- 2015 –  BTC City Ljubljana
- 2016 –  BTC City Ljubljana
- 2017 –  BTC City Ljubljana
- 2018 –  Cylance Pro Cycling
- 2019 –  Alé Cipollini
- 2020 –  Movistar Team
- 2021 –  Movistar Team
- 2022 –  Movistar Team
- 2023 –  Movistar Team
- 2024 –  Movistar Team
- 2025 –  Movistar Team

Breck · Bronzini · Doebel-Hickok · Erić · Gutiérrez · Keough · Ratto · Shapira · Stephens · Tagliaferro
Bariani · Erić · Hosking · Kasper · Quagliotto · Paladin · Peñuela · Raimondi · Swinkels · Trevisi · Van 't Geloof · Yonamine
Aalerud · Biannic · Erić · González · Guarischi · Gutiérrez · Merino · Oyarbide · Rodríguez · Teruel
Aalerud · Biannic · Erić · González · Guarischi · Gutiérrez · Martín · Norsgaard · Oyarbide · Rodríguez · Teruel · Thomas · Van Vleuten
Aalerud · Biannic · Erić · Gigante · González · Guarischi · Gutiérrez · Martín · Norsgaard · Oyarbide · Patiño · Rodríguez · Sierra · Van Vleuten
Aalerud · Biannic · Bjerg · Erić · Gigante · González · Gutiérrez · Lippert · Mackaij · Martín · Meijering (vanaf 1/5) · Oyarbide · Patiño · Rodríguez · Sierra · Van Vleuten
Baril · Biannic · Bjerg · Erić · Ferguson (stage vanaf 1/8) · Gutiérrez · Lippert · Mackaij · Martín · Meijering · Patiño · Laura Ruiz Pérez · Lucía Ruiz Pérez · Sierra · Steels
Baril · Biannic · Erić · Ferguson · Gutiérrez · Lippert · Lloyd · Mackaij · Magalhães · Martín · Meijering · Ostiz (stage vanaf 1/8) · Patiño · Laura Ruiz Pérez · Lucía Ruiz Pérez · Reusser · Sierra · Steels